# Банжул
Банжу́л, Банджул (англ. Banjul [bænˈdʒuːl], мандинка ߓߊ߲߬ߖߎߟ Banjul, фула 𞤄𞤢𞤲𞥆𞤶𞤵𞤤𞤵 Bannjulu), ранее Батерст (Bathurst) — столица Гамбии. Жителей — 34 тыс. чел, с пригородами 523 589 (перепись 2003 года). Банжул расположен на острове Святой Марии (или остров Банжул), где река Гамбия впадает в Атлантический океан. С севера остров Святой Марии соединяется с большой землёй посредством грузовых и пассажирских паромов, а с юга — посредством мостов. В 24 километрах к югу от столицы Банжул в районе западного побережья вблизи города Комбо находится аэропорт Банжул Юндум.

## Этимология

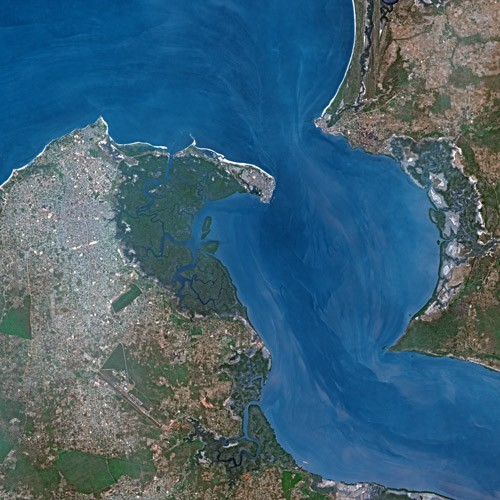
Вид Банжула со спутника

Существует несколько теорий происхождения названия «Банджул». Согласно одной устной традиции, Банджугу, сын Барафина, прибыл на остров, спасаясь от нападений Сумангуру Кваннте на регион Мандинг. Его имя закрепилось за островом и со временем изменилось на «Банджулу». Другая теория утверждает, что Банджул получил своё название от Банг-юло, слова на языке мандинка, обозначающего трос для верёвки, материал для которого люди из народа мандинка собирали на острове. Впервые это название было зафиксировано португальцами в XV веке. На языке аборигенов это означает «плетём циновки», согласно топонимической легенде, это был ответ аборигенов на вопрос о названии их местности, понятый ими как «Что вы делаете?».
В 1816 году на месте деревни Банджул был заложен английский военный пост, получивший название Батерст в честь Генри Батерста, 3-го графа Батерста, занимавшего в то время должность министра обороны и колоний Великобритании. После получения Гамбией независимости, в 1973 году городу Батерст возвращено первоначальное название Банджул (Банжул).

## История

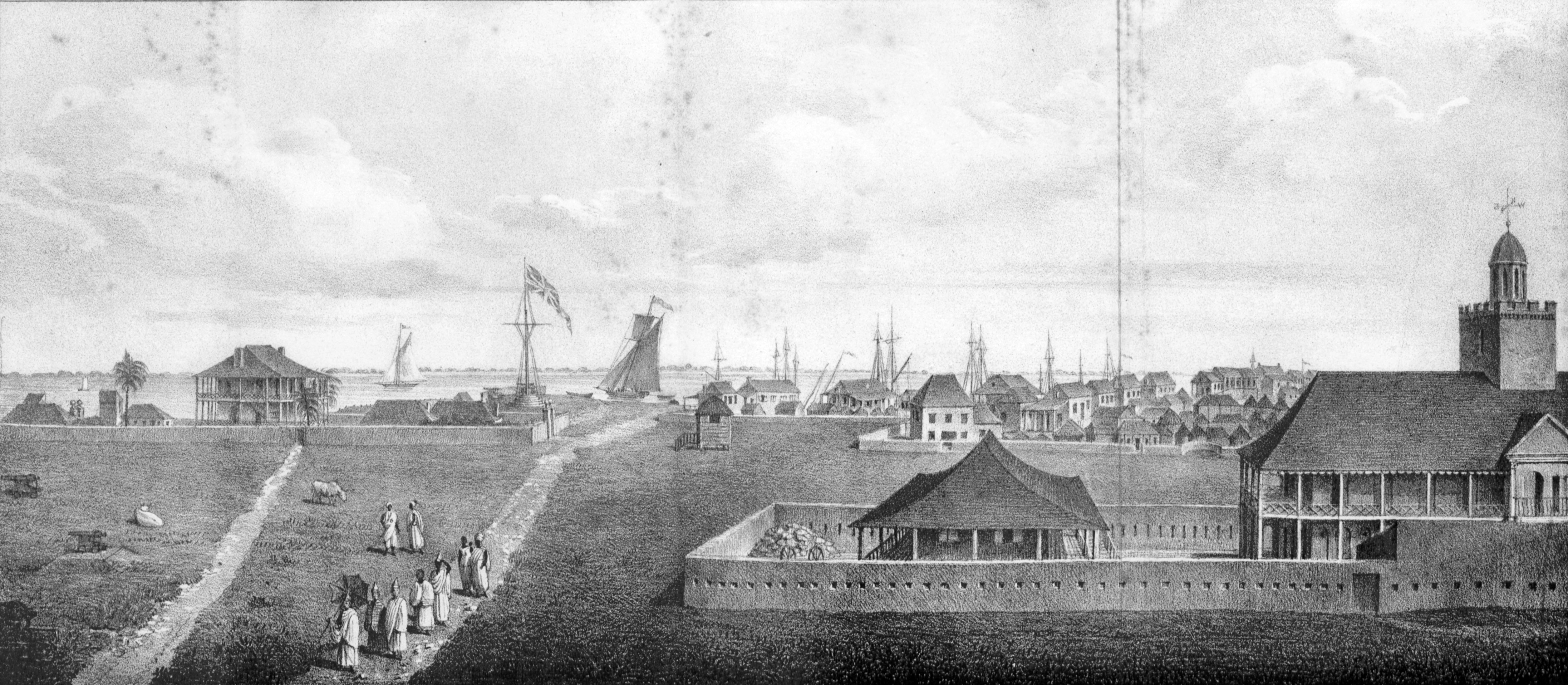
Панорама Батерсте, рисунок 1824 г.

В 1651 году курляндцы зашли на 30-пушечном корабле «Кит» в устье реки Гамбия и купили у вождей тамошних государств Ниуми и Комбо — земли по берегам реки и остров Св. Андрея, на острове был построен форт с казармами, складами и небольшой порт. В 1651 году курляндцами у вождя Комбо было арендовано, вместе с окружающими землями, поселение Банжул, где был построен форт и устроена другая важная для функционирования городка инфраструктура. Помимо фортов, курляндцы построили склады, здания для проживания негров-рабов, тюрьму, лютеранские церкви и жилые дома. Было устроено 13 факторий по голландскому образцу, в которых вёлся обмен с местными племенами — курляндцы обменивали ткани, бусы, бренди и изделия из металла на золото, слоновую кость, перец, рабов, воск, кожи зверей и пальмовое масло.
18 марта 1661 года англичане во главе с Робертом Холмсом силой изгнали курляндцев из Гамбии. Однако право на владение Банжулом закрепилось за англичанами только 23 апреля 1816 года, когда Тумани Боджанг, вождь Комбо, уступил остров Банжул британскому коменданту Александру Гранту в обмен на ежегодную плату в размере 103 железных слитков. Экспедиция Гранта, состоящая из 75 человек, которой было поручено создать военный гарнизон, была организована Чарльзом Маккарти. Грант устроил в Банжуле торговый пост и базу, построив дома и восстановив бывшие курляндские казармы, чтобы контролировать вход в устье реки Гамбия для пресечения работорговли. Британцы переименовали остров Банжул в остров Св. Марии и назвали новый город Батерстом в честь  Генри Батерста, в то время государственного секретаря по военным делам и делам колоний. Улицы были проложены по измененной схеме и названы в честь генералов союзников, участвовавших в битве при Ватерлоо. Город стал центром британской деятельности в колонии и протекторате Гамбия.

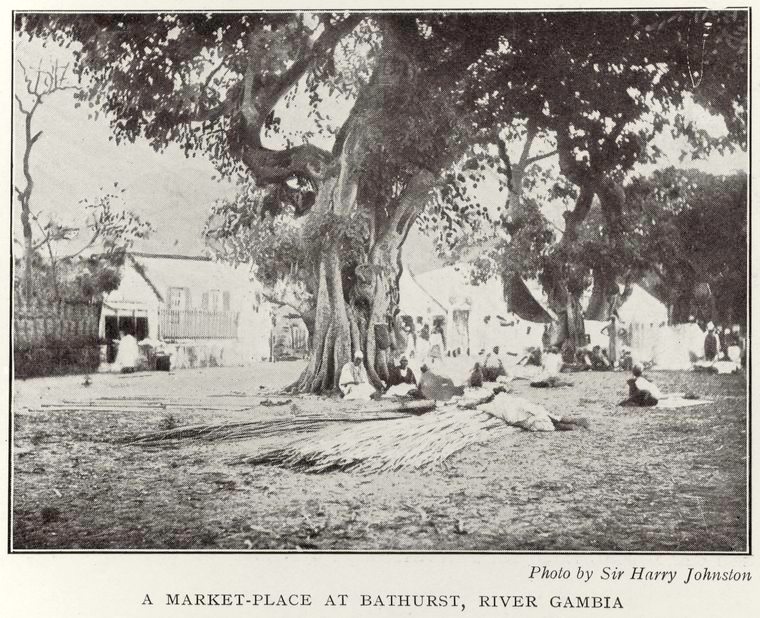
Рынок в Батерсте, 1910 год

Через несколько лет после своего основания город начал привлекать мигрантов. Его население состояло из африканцев различного происхождения, левантийцев (сирийцев, ливанцев), а также европейцев (англичан, французов, португальцев). Большинство населения составляли мусульмане, но существовало значительное христианское меньшинство, включая людей «аку». Большинство африканцев составляли представители народа волоф, численность которых выросла с 829 человек в 1881 году до 3666 в 1901 году, а затем до 10 130 в 1944 году. Многие из них были выходцами из Горе и Сен-Луи. Люди народа мандинка были второй по численности африканской группой, за ними следовали представители народов диола и фульбе. Народ серер составляет 3,5% населения страны. Исламские школы под названием дара были основаны в Батерсте с первых лет его существования, что привело к созданию первого мусульманского суда в 1905 году в дополнение ко всё более изощрённой британской правовой базе.
Батерст был официально объявлен столицей протектората Гамбия в 1889 году, что привело к увеличению численности населения. В течение XX-го века он стал ещё более привлекательным для гамбийцев благодаря большому количеству свободных рабочих мест, чему способствовала британская колониальная деятельность, а также наличие большого количества мест досуга, как к примеру кинотеатры. Молодые люди из деревень переезжали в Батерст, для работы в департаменте общественных работ (основанном в 1922 году) или в доках. Во время Второй мировой войны город был важным военно-морским и воздушным узлом союзников, что привело к увеличению населения с 14 370 человек в 1931 году до 21 154 человек в 1944 году.
После обретения независимости в 1973 году название города было изменено на Банжул. 22 июля 1994 года в Банжуле произошёл бескровный военный переворот, в результате которого президент Дауда Джавара был свергнут, его пост занял Яйя Джамме. В честь переворота была построена триумфальная арка 22, предназначавшиеся в качестве въездных ворот в столицу. Ворота высотой 35 метров расположены в центре открытой площади. В настоящее время в ней расположен текстильный музей.

## Климат
| Показатель                    | Янв. | Фев. | Март | Апр. | Май | Июнь | Июль | Авг. | Сен. | Окт. | Нояб. | Дек. | Год  |
| ----------------------------- | ---- | ---- | ---- | ---- | --- | ---- | ---- | ---- | ---- | ---- | ----- | ---- | ---- |
| Абсолютный максимум, °C       | 37   | 39   | 40   | 41   | 41  | 38   | 34   | 33   | 34   | 37   | 36    | 36   | 41   |
| Средний суточный максимум, °C | 31   | 32   | 34   | 33   | 32  | 32   | 30   | 29   | 31   | 32   | 32    | 31   | 32   |
| Средняя температура, °C       | 23   | 24   | 26   | 25   | 26  | 28   | 27   | 26   | 27   | 27   | 25    | 24   | 25,6 |
| Средний суточный минимум, °C  | 15   | 16   | 17   | 18   | 19  | 23   | 23   | 23   | 23   | 22   | 18    | 16   | 19   |
| Абсолютный минимум, °C        | 7    | 10   | 12   | 12   | 14  | 18   | 21   | 20   | 17   | 16   | 12    | 9    | 7    |
| Норма осадков, мм             | 3    | 3    | 0    | 0    | 10  | 58   | 282  | 500  | 310  | 109  | 18    | 3    | 1296 |
| Источник:                     |      |      |      |      |     |      |      |      |      |      |       |      |      |

## Города-побратимы
Банжул состоит в дружеских взаимоотношениях со следующими городами-побратимами:
| Город                | Страна         | Дата | Ссылка |
| -------------------- | -------------- | ---- | ------ |
| Гримсби, Линкольншир | Великобритания |      |        |
| Ньюарк, Нью-Джерси   | США            | 1989 |        |
| Остенде              | Бельгия        |      |        |
| Тайбэй               | Тайвань        | 1997 |        |